# 橘孝三郎
橘 孝三郎（たちばな こうざぶろう、1893年〈明治26年〉3月18日 ‐ 1974年〈昭和49年〉3月30日）は、日本の政治活動家、農本主義思想家。農本ファシストであり、超国家主義者でもあった。

## 生涯・人物
茨城県東茨城郡常磐村（現水戸市）生。茨城県立水戸中学校（現水戸第一高等学校）を経て第一高等学校に進むが中退。大杉栄や石川三四郎の著作を通じてエドワード・カーペンター、クロポトキンなどのアナキズムに影響を受けている。アンリ・ベルグソン、特に「エランビタル」に強い影響を受けた他、トルストイ、白樺派、柳宗悦、康有為などからも影響を受ける。
郷里で農業に従事する傍ら、講演活動を行い、1929年（昭和4年）11月に愛郷会を結成。茨城県那珂、久慈、東茨城、鹿島、行方各郡に支部が形成された。農本主義にもとづく青少年教育を目指し、1931年（昭和6年）4月15日、水戸市外に勤労学校愛郷塾を設立。設立に当たり風見章と知己となり、資金援助を受けた。井上日召とも知己となり、1932年（昭和7年）の五・一五事件では塾生7人を率いて東京の変電所を襲撃。爆発物取締罰則違反と殺人及び殺人未遂により無期懲役の判決を受けた。1940年（昭和15年）、恩赦により出獄。
第二次世界大戦後は公職追放を経て、郷里で執筆活動に専念。追放解除後の1959年（昭和34年）に全日本愛国者団体会議の顧問に就任した。

## 著書
- 『天皇論』天皇論刊行会
  - 第一部「神武天皇論」
  - 第二部「天智天皇論｣
  - 第三部「明治天皇論」
  - 第四部「皇道文明優越論概説」
  - 第五部「皇道哲学概論」
- 『愛国革新本義』1932年5月20日

### 評伝
- 保坂正康『五・一五事件　橘孝三郎と愛郷塾の軌跡』 新版・ちくま文庫、2019年
- 長山靖生『テロとユートピア　五・一五事件と橘孝三郎』 新潮選書、2009年